# Donna Leon – Auf Treu und Glauben
Auf Treu und Glauben ist ein deutscher Fernsehfilm von Sigi Rothemund aus dem Jahr 2013, der auf dem gleichnamigen Roman von Donna Leon basiert. Es handelt sich um die 19. Episode der ARD-Kriminalfilmreihe Donna Leon mit Uwe Kockisch als Commissario Guido Brunetti in der Hauptrolle.

## Handlung
Commissario Brunetti will mit seiner Familie seinen Sommerurlaub in den Bergen verbringen. Kaum angekommen, wird er zurück nach Venedig gerufen. Der Tribunal-Gerichtsdiener Araldo, der seine Homosexualität zu verbergen versucht hatte, wurde vor seiner Wohnung ermordet. Bei der Obduktion werden fremde Spermaspuren gefunden, was bedeutet, dass er kurz vor dem Mord Geschlechtsverkehr mit einem anderen Mann gehabt haben muss. Bald gerät der Rechtsanwalt Renato Penzo, der in Araldo verliebt war, unter Verdacht.

## Hintergrund
Auf Treu und Glauben wurde vom 14. September 2012 bis zum 20. November 2012 in Venedig und Umgebung gedreht. Die Erstausstrahlung auf Das Erste erfolgte am 11. Mai 2013 zur Hauptsendezeit.

## Kritik
Die Kritiker der Fernsehzeitschrift TV Spielfilm vergaben dem Film die bestmögliche Wertung, sie zeigten mit dem Daumen nach oben. Sie urteilten: „Der pikante Fall – verwinkelt wie die Lagunenstadt – wird anständig gelöst“ und konstatierten: „Ja, Lebenslügen führen in den Abgrund.“